# Kenuzi
Kenuzi, eller mattokki, är ett nubiskt språk som talas i södra Egypten vid Nilens kust. Språket har ca 50 000 talare och det anses vara hotat. Många talare använder också arabiska, speciellt den egyptiska varianten..
Språket kan skrivas med latinska, koptiska och arabiska skrifter.

## Fonologi

### Konsonanter
|             | Labial | Alveolar | Palatal | Velar  | Glottal |
| ----------- | ------ | -------- | ------- | ------ | ------- |
| Klusil      | b      | t \| d   | ɟ       | k \| g |         |
| Nasal       | m      | n        | ɲ       |        |         |
| Frikativ    | f      | a        | ʃ       |        | h       |
| Likvida     |        | l ~ r    |         |        |         |
| Approximant | w      |          | j       |        |         |

Källa:

### Vokaler
|           | Främre | Central | Bakre |
| --------- | ------ | ------- | ----- |
| Sluten    | i      |         | u     |
| Halvöppen | e      |         | o     |
| Öppen     |        | a       |       |

Källa: